# 다운로드 관리자
다운로드 관리자(Download manager)는 인터넷으로부터 파일을 다운로드하는 작업을 편리하게 해주는 컴퓨터 프로그램이다. 가끔은 업로드의 작업을 수행하기도 한다. 이것은 웹 페이지를 탐색하는 월드 와이드 웹 브라우저와는 다르다. 어떠한 다운로드 관리자는 인터넷에서 여러 개의 동일한 파일을 동시에 내려 받을 수 있게 하는 기능을 가지고 있어 파일을 좀 더 빠르게 내려받을 수 있게 해 준다.

## 기능
일부 웹 브라우저에서 기본으로 제공하는 다운로드 관리자는 그다지 좋은 기능을 제공하지 않을 수도 있다. 그러나 일반 다운로드 관리자가 공통적으로 사용하는 기능은 다음과 같다:
- 커다란 파일을 다운로드하다가 잠깐 멈춘다.
- 다운로드를 잠시 중지한 파일들을 이어서 다시 받는다. (특히 용량이 매우 큰 파일의 경우)
- 접속이 좋지 않은 환경에서 파일을 내려 받는다.
- 단순한 규칙(파일 형식, 업데이트된 파일 등 - 오프라인 브라우저 참조)과 관련하여 자동으로 사이트로부터 여러 개의 파일을 내려 받는다.
- 자동으로 다운로드를 미러링 처리한다.
- 다운로드의 계획을 짠다. (파일을 내려 받고나서 컴퓨터 종료하기 등)
- 미러 사이트를 찾고 동일한 파일을 좀 더 빠르게 내려받을 수 있도록 다른 연결을 관리한다. (세그먼트 다운로드)

## 같이 보기
- 오프라인 브라우징